# Yoshitsune (serie televisiva)
Yoshitsune (義経?) è una serie televisiva giapponese di 49 episodi, trasmessa originariamente tra il 9 gennaio e l'11 dicembre 2005, con una compilation speciale in tre parti trasmessa dal 24 dicembre al 25 dicembre 2005. Il 44° Taiga Drama, l'opera originale è di Miyao Tomiko, sceneggiatura di Kaneko Narito e interpretato da Hideaki Takizawa.
Ripercorre la vita di Minamoto no Yoshitsune (1159-1189), appartenente al clan Minamoto e fratello del più noto Minamoto no Yoritomo, fondatore dello shogunato Kamakura.

## Trama
Nella ribellione di Heiji, Taira no Kiyomori sconfigge Minamoto no Yoshitomo. Yoshitomo fugge dalla battaglia, ma viene tradito dal suo stesso vassallo e ucciso nella provincia di Owari. Minamoto no Yoritomo, uno dei figli di Yoshitomo, viene catturato, ma Kiyomori decide di risparmiarlo e lo bandisce da Izu. L'amata concubina di Yoshitomo, Tokiwa Gozen, fugge a Kyoto con i loro tre figli. Dopo aver appreso che Kiyomori ha arrestato sua madre, Tokiwa va da lui per implorare pietà. Kiyomori risparmia la vita dei bambini, mandando i due più grandi ai templi, e porta il ragazzo più giovane, Ushiwaka, e Tokiwa nella sua casa. Trattandolo come suo figlio, Kiyomori riceve critiche sul suo comportamento generoso nei confronti di Ushiwaka, il figlio del suo nemico. Presto, manda Ushiwaka al tempio di Kurama, dove viene ribattezzato Shanao. Shanao spesso fugge dal tempio di notte e questo comportamento rende chiaro che non entrerà nel sacerdozio. Dopo aver appreso la vera identità di suo padre, del suo lignaggio Genji e dei piani di Kiyomori di muoversi contro di lui, saluta sua madre e viaggia a nord-est verso Oshu.
Mentre Kiyomori inizia a costruire una città da sogno e un porto internazionale a Fukuhara, inizia anche a farsi strada nella corte imperiale, alla fine sposando sua figlia Tokuko con l'imperatore. Con questo nuovo potere, gli Heike diventano feroci e impopolari tra la corte e il popolo di Kyoto. Shanao, ora chiamato Yoshitsune dopo il suo rito della virilità, vive sotto la tutela di Fujiwara no Hidehira e decide di unirsi al fratello maggiore Yoritomo, in esilio, e si getta nella faida tra Heike e Genji.

## Credito di produzione
- Arrangiatore di combattimento con la spada - Kunishirō Hayashi

## Personaggi

### Clan Minamoto (Genji)
- Hideaki Takizawa: Minamoto no Yoshitsune
  - Ryūnosuke Kamiki: Yoshitsune da giovane (aka Ushiwakamaru)
- Kiichi Nakai: Minamoto no Yoritomo
  - Sōsuke Ikematsu: Yoritomo da giovane
- Ken Matsudaira: Benkei
- Aya Ueto: Utsubo
- Masaya Katō: Minamoto no Yoshitomo
- Izumi Inamori: Tokiwa Gozen
- Satomi Ishihara: Shizuka Gozen
- Eiko Koike: Tomoe Gozen
- Naomi Zaizen: Hōjō Masako
- Nenji Kobayashi: Hōjō Tokimasa
- Noboru Kimura: Hōjō Yoshitoki
- Tetsurō Tamba: Minamoto no Yorimasa
- Tsubasa Imai: Nasu no Yoichi
- Akira Nakao: Kajiwara Kagetoki
- Shun Oguri: Kajiwara Kagesue
- Junpei Kusami: Adachi Morinaga
- Takashi Matsuo: Ōe no Hiromoto
- Mao Noguchi: Ōhime

### Clan Taira (Heike)
- Tetsuya Watari: Taira no Kiyomori
- Keiko Matsuzaka: Taira no Tokiko
- Masanobu Katsumura: Taira no Shigemori
- Shingo Tsurumi: Taira no Munemori
  - Takahiro Itō: Munemori da giovane
- Shigeki Hosokawa: Taira no Shigehira
- Hiroshi Abe: Taira no Tomomori
- Noriko Nakagoshi: Taira no Tokuko
- Maki Gotō: Yoshiko
- Yōko Minamikaze: Ikenozenni
- Yuri Nakae: "Kenshunmon-in" Shigeko
- Tadahiko Hirano: Taira no Morikuni
- Binpachi Itō: Ōba Kagechika

### Fujiwara del Nord
- Hideki Takahashi: Fujiwara no Hidehira
- Ikkei Watanabe: Fujiwara no Yasuhira
- Kazushige Nagashima: Fujiwara no Kunihira

### Famiglia imperiale
- Mikijirō Hira: Imperatore Go-Shirakawa
- Mari Natsuki: Tango no Tsubone
- Tōru Baba: Imperatore Takakura
- Ichikawa Otora VII: Imperatore Antoku
- Masao Kusakari: Taira no Tomoyasu

## Riconoscimenti
8° Nikkan Sports Drama Grand Prix
- Vinto: Miglior dramma
- Vinto: Miglior attore - Hideaki Takizawa